# Shaanxi Y-9
Die Shaanxi Y-9 (chinesisch 运-9, Pinyin yùn-9) oder Yunshuji-9 (运输机-9,  yùnshūjī-jiǔ – „Transportflugzeug 9“) ist ein mittelschweres Transportflugzeug mittlerer Reichweite des chinesischen Unternehmens Shaanxi Aircraft Corporation.

## Geschichte
Die Entwicklung der Y-9 begann schon im September 2005 als Weiterentwicklung einer gestreckten Variante der Y-8 unter der Bezeichnung Y-8F-600, wurde aber zwischen 2007 und 2008 aufgrund der höheren Priorität der Y-8GX vorübergehend gestoppt. Der Erstflug fand am 5. November 2010 statt. Ende November 2011 wurde der Prototyp Nr. 741 erstmals im Erprobungszentrum in Xian-Yanglian gesichtet. Die Ausrüstung von Chinas Luftstreitkräften und Marine mit der Y-9 läuft seit 2012.

## Weitere Nutzer
Namibia – Namibian Air Force2 Y-9E (Auslieferung 2024)

## Technische Daten
| Kenngröße             | Daten                                                              |
| --------------------- | ------------------------------------------------------------------ |
| Besatzung             | 4                                                                  |
| Länge                 | 36,00 m                                                            |
| Spannweite            | 38,00 m                                                            |
| Höhe                  | 11,30 m                                                            |
| Frachtraumgröße       | 16,2 × 3,2 × 2,35 m                                                |
| Nutzlast              | 25 t normal (30 t max) oder 132 Fallschirmspringer                 |
| Leermasse             | 39 t                                                               |
| max. Startmasse       | 77 t                                                               |
| Höchstgeschwindigkeit | 650 km/h                                                           |
| Marschgeschwindigkeit | 550 km/h                                                           |
| Dienstgipfelhöhe      | 10.100 m                                                           |
| Steigrate             | ? m/s                                                              |
| Reichweite            | 2200 km mit 15 t Zuladung max. 5000 km                             |
| Triebwerke            | vier Zhuzhou WoJiang-6C (WJ-6C) Turboprops, je 3.805 kW (5.173 PS) |